# Distretto di Arcyz
Il distretto di Arcyz (in ucraino Арцизький район?, Arcyz'kyj rajon) è stato un distretto dell'Ucraina situato nell'oblast' di Odessa avente per capoluogo Arcyz. Istituito nel 1967, è stato soppresso il 18 luglio 2020 a seguito della riforma amministrativa in Ucraina, la quale ha stabilito che l’ente confluisse nel distretto di Bolhrad . La popolazione era di 45.400 persone (stima del 2015).